# التسلسل الزمني لما قبل التاريخ
يغطي هذا «الجدول الزمني لما قبل التاريخ» الوقت من أول ظهور لـ «Homo sapiens» في إفريقيا قبل 315000 سنة إلى اختراع الكتابة، أكثر من 5000 عام في الماضي، مع أقدم السجلات التي تعود إلى 3200 قبل الميلاد. يغطي عصور ما قبل التاريخ الوقت من العصر الحجري القديم الأوسط (العصر الحجري القديم) إلى بدايات التاريخ القديم.
جميع التواريخ تقريبية وخاضعة للمراجعة بناءً على اكتشافات أو تحليلات جديدة.

## العصر الحجري القديم الأوسط
- حوالي 320,000 إلى 305,000 عام: خضع السكان في أولورجيسيلي في جنوب كينيا لتحسينات تكنولوجية في صناعة الأدوات وإمكانية التجارة لمسافات أبعد.[1]
- منذ 315,000 عام: التاريخ التقريبي لظهور الإنسان العاقل (جبل إيغود، المغرب).
- منذ 270,000 عام: أقدم عمر لمجموعة هابلوغروب Y-DNA A00 (آدم صبغي واي -Y).
- منذ 250,000 عام: أول ظهور للنياندرتال (جماجم ساكوباستوري).
- منذ 230,000 إلى 150,000 عام: عمر مجموعة هابلوغروب الحمض النووي المتراكم L (حواء الميتوكوندرية).
- منذ 210,000 عام: الوجود البشري الحديث في جنوب شرق أوروبا (أبيديما اليونان).[2]
- منذ 200,000 عام: أقدم أنواع غطاء عشبي معروف، مثل نباتات طاردة للحشرات وطبقات الرماد تحتها (ربما لقاعدة معزولة خالية من الأوساخ ولإبعاد المفصليات).[3][4][5]
- منذ 195,000 عام: بقايا أومو (إثيوبيا).[6]
- منذ 194,000-177,000 عام: الوجود البشري الحديث في غرب آسيا (كهف ميسلية في إسرائيل).
- منذ 170,000 عام: بدأ البشر بارتداء الملابس.[7]
- منذ 164,000 عام: وسع البشر نظامهم الغذائي ليشمل الموارد البحرية.[8]
- منذ 160,000 عام: ظهور الإنسان العاقل الأول.
- منذ 150,000 عام: سكان إفريقيا: انفصال خويساني، ظهور مجموعة هابلوغروب L0.
- منذ 125,000 عام: ذروة عصر إميان الجليدي [الإنجليزية].
- منذ 120,000 عام: ربما يكون أقدم دليل على استخدام الرموز المحفورة على العظام.[9][10]
- منذ 120,000 عام: استخدام الأصداف البحرية للزينة الشخصية، ومنهم إنسان نياندرتال.[11][12][13]
- منذ 120,000-90,000 عام: العصر العباسي المطير في شمال إفريقيا - أضحت الصحراء الكبرى رطبة وخصبة.
- منذ 120,000 - 75,000 عام: عودة الهجرة خويسانية من جنوب إفريقيا إلى شرق إفريقيا.[14]
- منذ 100,000 عام: أقدم الأبنية في العالم (كتل من الحجر الرملي على شكل نصف دائرة مع أساس بيضاوي) بنيت في مصر بالقرب من وادي حلفا بالقرب من الحدود السودانية المصرية.[15]
- منذ 82,000 عام: حبات الصدف الصغيرة المثقبة في مغارة تافوغالت -المغرب هي أقدم دليل على الزينة الشخصية الموجودة في أي مكان في العالم.[16]
- منذ 80,000-70,000 عام: أصل أفريقي حديث: فصل [الإنجليزية] الأفارقة جنوب الصحراء عن غير الأفارقة.
- منذ 75,000 عام: انفجار بركان توبا الذي ربما يكون قد ساهم في خفض عدد السكان إلى حوالي 15,000 شخص.[17]
- منذ 70,000 عام: أقدم مثال على الفن التجريدي أو الفن الرمزي من كهف بلومبوس في جنوب إفريقيا - أحجار منقوشة بنماذج شبكية أو متقاطعة.[18]

## العصر الحجري القديم الأعلى
العصر الحجري القديم الانتقالي أو العصر الحجري المتوسط هي مصطلحات لفترة انتقالية بين الذروة الجليدية الأخيرة وثورة العصر الحجري الحديث في ثقافات العالم القديم (أوراسيا).
- منذ 67,000-40,000 عام: خليط إنسان نياندرتال مع الأوراسيين.
- منذ 50,000 عام: تم العثور على شبيه إبرة الخياطة. صنعها واستخدمها الدينيسوفان.[19]
- منذ 50,000 إلى 30,000 عام: العصر الموستيري المطير في منطقة الصحراء الكبرى التي أصبحت رطبة وخصبة. بدأ العصر الحجري المتأخر في إفريقيا.
- منذ 45,000 إلى 43,000 عام: ظهور الإنسان الأوروبي الحديث المبكر.[20]
- منذ 45.000-40.000 عام: حضارة شاتلبيرونية في فرنسا.[21]
- منذ 42,000 عام: حدث لاشامب، وهو انحراف مغناطيسي أرضي [الإنجليزية] كان لها آثار كبيرة على البشر في ذاك الوقت.[22][23]
- منذ 42,000 عام: مزامير العصر الحجري القديم [الإنجليزية] في ألمانيا.[24]
- منذ 42,000 عام: أقدم دليل على التكنولوجيا المتقدمة لصيد الأسماك في أعماق البحار في موقع كهف جرمالاي في تيمور الشرقية - يوضح المهارات البحرية عالية المستوى ومن خلال ضمنيًا التكنولوجيا اللازمة للقيام بعمليات عبور للمحيطات للوصول إلى أستراليا والجزر الأخرى، حيث كانوا يصطادون ويستهلكون أعداد كبيرة من أسماك أعماق البحار الكبيرة مثل التونة.[25][26]
- منذ 41,000 عام: يعيش إنسان دينيسوفا في جبال ألتاي.
- منذ 40,000 عام: انقراض الإنسان البدائي.[21]

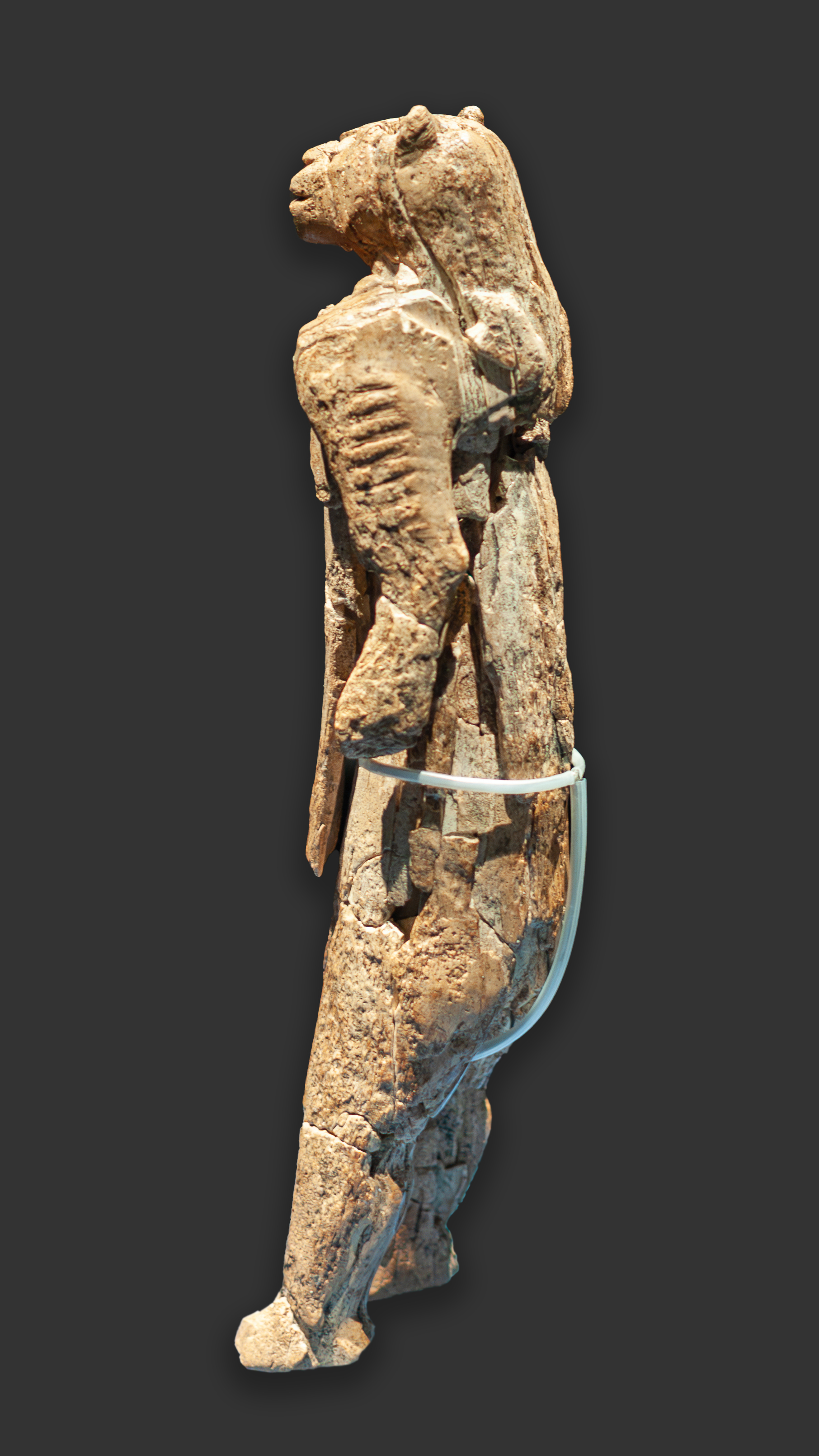
تمثال الأسد الإنسان (أورينياسية، حوالي 40,000-35,000 عام)

- منذ 40,000 عام: بدء الحضارة الأورينياسية في أوروبا.[27]
- منذ 40,000 عام: أقدم فن تشكيلي معروف هو تمثال الأسد الإنسان ذو الزخرفة الحيوانية [الإنجليزية].[28]

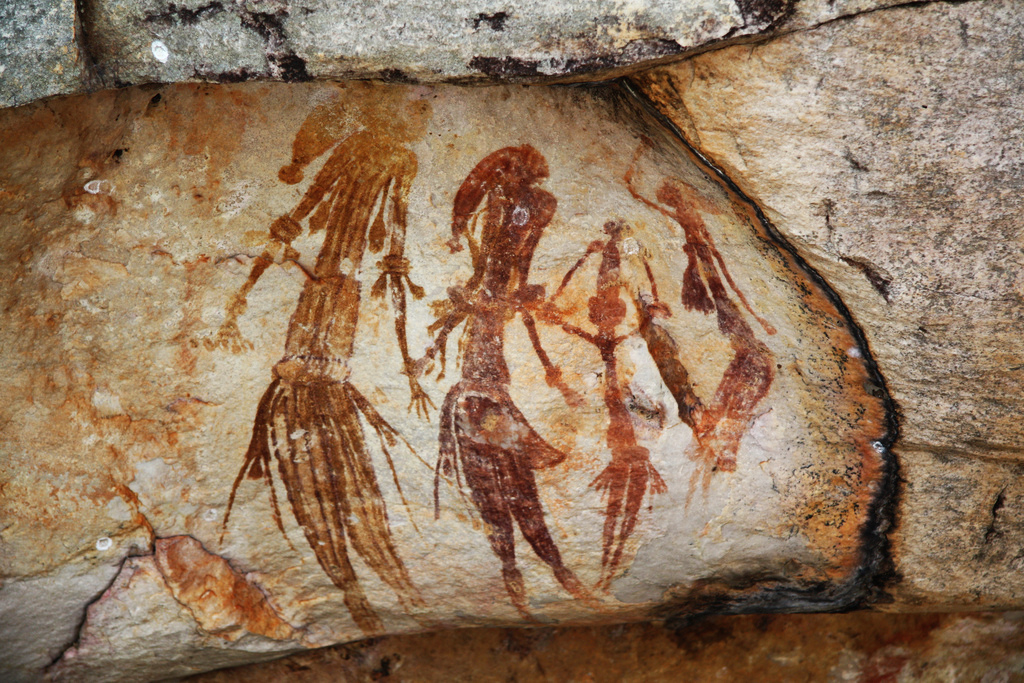
لوحات غويون غويون الصخرية مكتشفة في شمال غرب منطقة كيمبرلي (أستراليا الغربية)

- منذ 40,000 - 30,000 عام: أول مستوطنات بشرية بناها سكان أستراليا الأصليون في عدة مناطق فيما يسمى اليوم مدن سيدني[29][30] وبيرث[31] وملبورن.[32]
- من 40,000 - 20,000 عام: أقدم طقوس معروفة لحرق الموتى، سيدة بحيرة مونغو في بحيرة مونغو في أستراليا.
- منذ 35,000 عام: أقدم فن تصويري معروف لشخصية بشرية مقارنة بشخصية حيوانية (فينوس هوهل فيلس).
- منذ 33,000 عام: أول دليل على وجود شبيه البشر في أيرلندا.[33]
- من 31,000 - 16,000 عام: آخر ذروة جليدية (الذروة في 26,500 سنة).
- منذ 30,000 عام: بدأت تقاليد الرسم على الصخور في ملاجئ بيمبتكا الصخرية في الهند، والتي تعد حاليًا مجموعة أكبر مركز مكتشف للفن الصخري. في مساحة تبلغ حوالي 10 كم²، يوجد حوالي 800 مأوى صخري، 500 منها تحتوي على لوحات.[34]
- منذ 29,000 عام: تم العثور على أقدم الأفران.
- منذ 28,500 عام: استوطن البشر غينيا الجديدة قادمين إما من آسيا أو أستراليا.[35]
- منذ 28,000 عام: أقدم حبل مجدول معروف.
- من 28,000 إلى 24,000 عام: أقدم فخار معروف - يستخدم في صنع التماثيل بدلاً من الطبخ أو أواني التخزين (Venus of Dolní Věstonice).
- منذ 28,000 إلى 20,000 عام: العصر الجرافيتي [الإنجليزية] أو (الحضارة الجرافيتية) في أوروبا. اختراع حربون والمنشار.
- منذ 26,000 عام: كان الناس في جميع أنحاء العالم يستخدمون الألياف لصنع حمالات الأطفال والملابس والحقائب والسلال والشبكات.
- منذ 25,000 عام: تم إنشاء قرية صغيرة تتكون من أكواخ مبنية من الصخور وعظام الماموث في ما يعرف الآن باسم Dolní Věstonice في جمهورية التشيك. وتلك هي أقدم مستوطنة بشرية دائمة عثر عليها علماء الآثار.[36]
- منذ 24,000 عام: يُعتقد أن دب الكهوف قد انقرض.[37]
- منذ 24,000 عام: تشير دلائل إلى أن البشر عاشوا في ألاسكا ويوكون بأمريكا الشمالية.[38]
- من 23,000 - 21,000 عام: اكتشفت أقدم آثار لقدم بشرية معروفة في أمريكا الشمالية فيما يُعرف الآن باسم حديقة وايت ساندز الوطنية نيومكسيكو.[39] وهو أيضًا أقدم دليل معروف على حضارات الواحات الأمريكية [الإنجليزية]، وتركزت تلك الثقافات في شمال المكسيك وجنوب غرب الولايات المتحدة.
- منذ 21,000 عام: تشير القطع الأثرية إلى حدوث نشاط بشري مبكر في كانبرا عاصمة أستراليا.[40]
- منذ 20,000 عام: ثقافة كبارية في بلاد الشام: بداية العصر الحجري الابيبيالي في بلاد الشام
- منذ 20,000 عام: التاريخ الافتراضي المفترض لتطوير الملابس الجلدية التقليدية للإنويت.[41]
- منذ 20,000 إلى 10,000 عام: التوسع الخويساني إلى وسط أفريقيا.[14]
- منذ 20,000 إلى 19,000 عام: أقدم استخدام للفخار في كهف شيانرن بالصين.[42]
- منذ 18,000-12,000 عام: على الرغم من الاختلاف الشديد في التقديرات، إلا أن العلماء يعتقدون أن اللغات الأفرو آسيوية كانت لغة واحدة في هذه الفترة الزمنية.[43]
- منذ 16,000 إلى 14,000 عام: رجل ميناتوجاوا (النمط الظاهري لمنغولي بدائي) في أوكيناوا اليابان
- منذ 16,000 إلى 13,000 عام: أول هجرة بشرية إلى أمريكا الشمالية.
- منذ 16,000 إلى 11,000 عام: توسع مجتمعات القوقاز البدائية [الإنجليزية] نحو أوروبا.
- منذ 16,000 عام: نحت (البيسون الأوروبي) الطيني في أعماق كهف لوتوك دأوبيرت في جبال البرانس الفرنسية بالقرب من حدود إسبانيا الآن.[44][45]
- منذ 14,800 عام: بدأت الفترة الرطبة في شمال إفريقيا. أضحت منطقة الصحراء الكبرى رطبة وخصبة، وامتلئت طبقات المياه الجوفية.[46]
- منذ 14,500-11,500 عام: سكان كهف الغزال الأحمر في الصين، احتمال تأخر انقراض البشر الهجين القديم أو القديم الحديث.
- منذ 14,200 عام: أقدم بقايا كلب محلي (كما اتفق عليه) تعود إلى كلب Bonn-Oberkassel الذي دفن مع شخصين.
- منذ 14,000-12,000 عام: أقدم دليل على حروب ما قبل التاريخ (جبل الصحابة، حقبة الحضارة النطوفية).
- منذ 13,000 إلى 10,000 عام: الذروة الجليدية الأخيرة ونهاية العصر الجليدي الأخير ارتفاع درجة حرارة المناخ وانحسار الأنهار الجليدية.
- منذ 13,000 عام: حدث دفق كبير للمياه في بحيرة أجاسيز، والتي كان من الممكن أن تكون في ذلك الوقت بحجم البحر الأسود الحالي، وأكبر بحيرة على وجه الأرض. ولكن تسرب جزء كبير منها نحو المحيط المتجمد الشمالي عبر نهر ماكينزي.
- منذ 13,000 إلى 11,000 عام: تم اقتراح أقدم التواريخ لتدجين الأغنام [الإنجليزية].
- منذ 12,900 - 11,700 عام: فترة درياس الأصغر، وهي فترة من التبريد المفاجئ والعودة إلى الظروف الجليدية.
- منذ 12,000 عام: أدت الانفجارات البركانية في جبال فيرونجا إلى منع تدفق بحيرة كيفو نحو بحيرة إدوارد ونظام النيل، مما أدى إلى انتقال المياه نحو بحيرة تنجانيقا. تم تقصير الطول الإجمالي لنهر النيل وزيادة مسطح بحيرة تنجانيقا.
- منذ 12,000 عام: أقدم التواريخ التقديرية لتدجين الماعز.

## العصر الهولوسيني
اقتصرت مصطلحات العصر الحجري الحديث والعصر البرونزي خاصة بالحضارة في الغالب على ثقافات العالم القديم. بينما استمر العديد من سكان العالم الجديد في المرحلة الثقافية الميزوليتية حتى الاتصال الأوروبي في العصر الحديث.

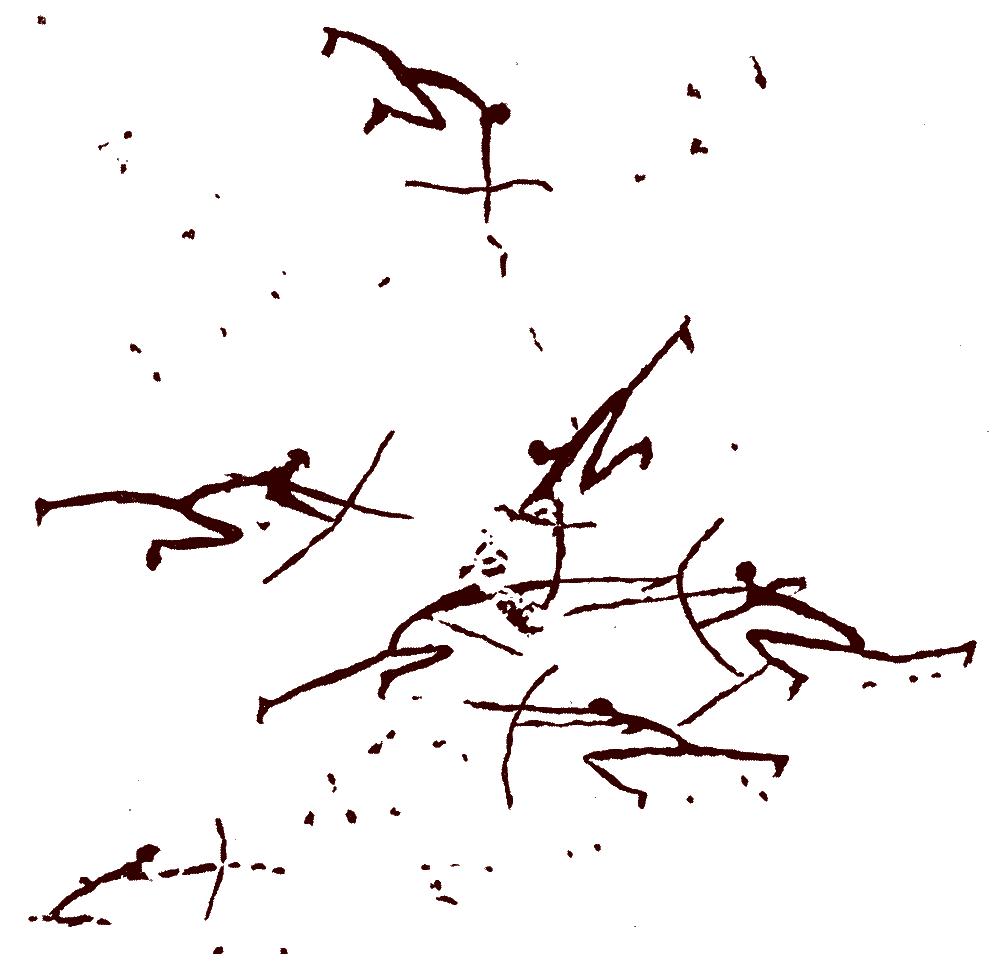
لوحة الكهف لمعركة بين الرماة، موريلا لا فيلا إسبانيا، أقدم تصوير معروف للقتال. يعود تاريخ هذه اللوحات إلى ما بين 7400 إلى 7200 عام.

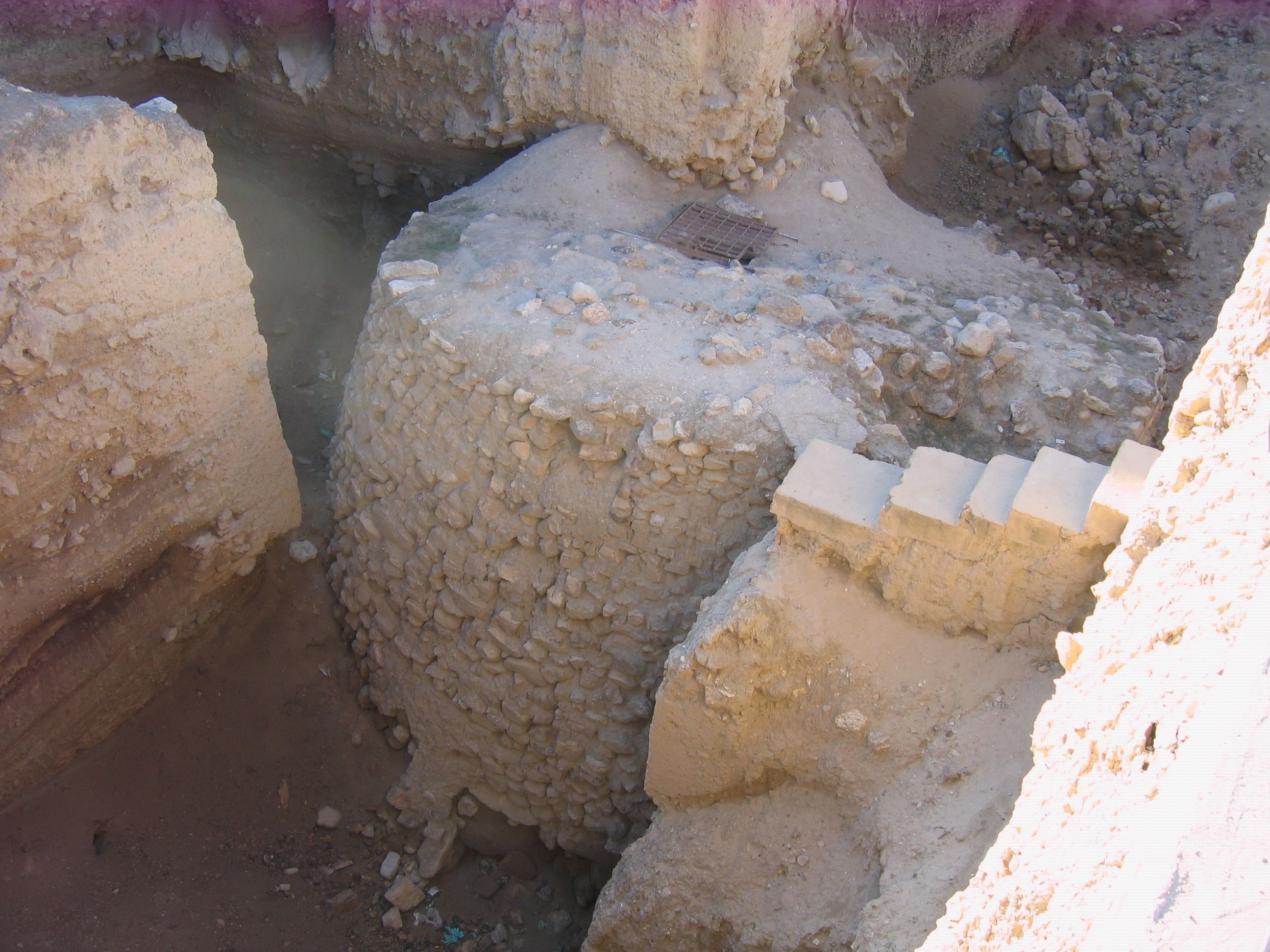
بقايا برج أريحا منذ 10 الاف سنة

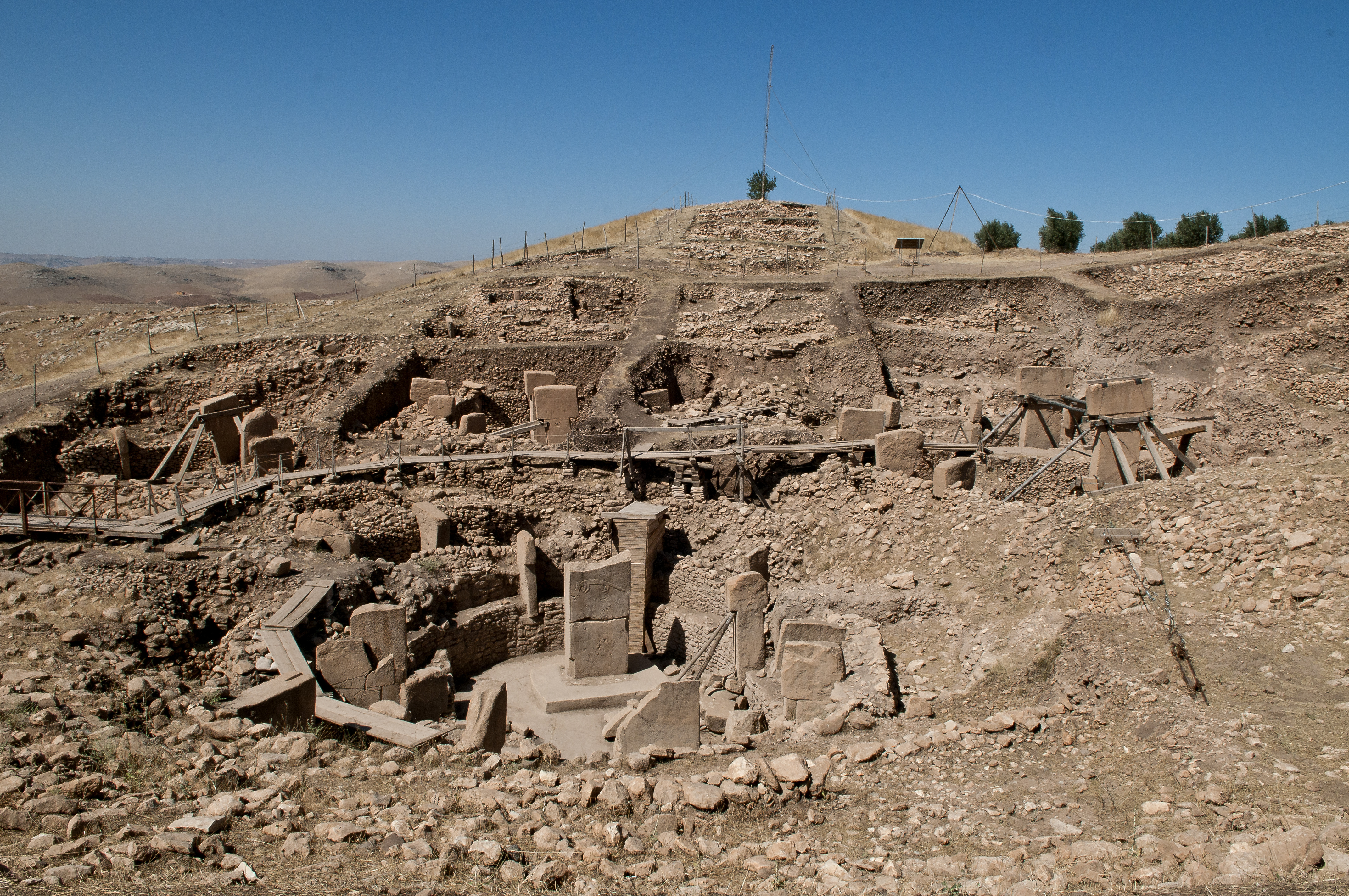
نظرة على غوبيكلي تيبي

- منذ 11,600 عام (9600 ق.م): أدت فترة مفاجئة من الاحتباس الحراري إلى تسريع تراجع الجليد. واعتبرت بداية لعصر الهولوسين الجيولوجي.
- منذ 11,600 عام: اكتشف في أريحا أدلة على وجود مستوطنة تعود إلى 9600 ق.م. وكانت أريحا مكانًا شهيرًا للتخييم بالنسبة لمجتمع النطوفية البدائي، الذين تركوا وراءهم مجموعة من الأدوات الدقيقة هلالية الشكل.[48]
- منذ 11,200-11,000 عام: نبضة ذوبان الماء 1B، وارتفاع مفاجئ في مستوى سطح البحر بمقدار 7.5 م (25 قدم) في فترة 160 عامًا تقريبًا.
- منذ 11,000 سنة (9,000 ق.م): تم تسجيل أقدم تاريخ لبناء هياكل احتفالية في غوبيكلي تيبي في جنوب تركيا، وربما كان أقدم موقع ديني وثني على وجه الأرض.[49]
- منذ 11,000 عام (9,000 ق.م): انقرضت الدببة العملاقة قصيرة الوجه وكسلان الأرض العملاق. انقرضت خيليات في أمريكا الشمالية.
- منذ 11,000 إلى 8,000 عام (من 9,000 ق.م إلى 7,000 ق.م): بدأت شعوب بويبلو القديمة الموجودة في نيومكسيكو وجنوب غرب الولايات المتحدة الحالية في صناعة السلال، أدت إلى نشأة أساليب فنية في صناعة الفخار وصناعة السلال التي لا تزال تستخدم في المنطقة. بالإضافة إلى الهياكل القديمة من الهندسة المعمارية لشعب بويبلو، ويمكن مشاهدتها في حديقة تشاكو كالتشر التاريخية الوطنية.
- منذ 10,500 عام (8,500 ق.م): أقرب تاريخ مفترض لتدجين الماشية.
- منذ 10,000 عام (8,000 ق.م): ختام حدث الانقراض الرباعي، الذي كان موجودًا منذ منتصف العصر الجليدي. وانقرضت العديد من الحيوانات الضخمة التي تعود إلى العصر الجليدي مثل الكسلان العملاق ووحيد القرن الصوفي والأيائل الأيرلندية ودب الكهوف وأسد الكهف وآخر ماتبقى من القطط ذات أسنان السيف. وانقراض الماموث في أوراسيا وأمريكا الشمالية، وإن بقي موجودًا في مجموعات الجزر الصغيرة حتى سنة 1650 ق.م.
- منذ 10,800 - 9,000 عام: بدا أن جبيل قد سكنها البشر في فترة PPNB، مابين 8,800 إلى 7,000 عام ق.م. يمكن ملاحظة بقايا مساكن من العصر الحجري الحديث في الموقع.[50][51]
- منذ 10,000-8,000 عام (8,000 ق.م إلى 6,000 ق.م): تباطأ ارتفاع مستوى سطح البحر بعد العصر الجليدي، مما أدى إلى إبطاء غرق كتل اليابسة الذي جرى في الـ 10,000 سنة الماضية.
- منذ 10,000 - 9,000 عام (8,000 ق.م إلى 7,000 ق.م): بدأت زراعة الشعير والقمح في شمال بلاد الرافدين، أي شمال العراق الآن. استخدمت في البداية في صناعة الجعة والعصيدة والحساء، وبالنهاية لصنع الخبز.[52] في الزراعة المبكرة في هذا الوقت تم استخدام عصا الزراعة، لكنها استبدلت بمحراث بدائي في القرون اللاحقة.[53] في ذلك الزمن تقريبًا بني برج حجري دائري في أريحا، محفوظ إلى الآن بارتفاع 8.5 متر (28 قدم) وقطره 8.5 متر (28 قدم).[54]
- منذ 10,000-5,000 عام (8,000-3,000 ق.م) نقطة تطابق الأسلاف: في وقت ما في هذه الفترة عاشت أحدث مجموعة فرعية من السكان تتكون من أولئك الذين كانوا جميعًا أسلافًا لجميع البشر في الوقت الحاضر، والباقي ليست لهم أي سلالة باقية.[55]
- منذ 9,500-5,500 عام: العصر الحجري الحديث المطير في شمال إفريقيا. انتقلت منطقة الصحراء الكبرى إلى بيئة شبيهة بالسافانا. وكانت بحيرة تشاد أكبر من بحر قزوين الحالي. تطور الثقافة الأفريقية عبر منطقة الساحل الحالية.
- منذ 9,500 عام (7,500 ق.م): تأسست مستوطنة جاتال هويوك الحضرية في الأناضول. أقرب تاريخ مفترض لتدجين القط.
- منذ 9,200 عام: أول مستوطنة بشرية في عمان الأردن. وجود مستوطنة عين غزال من العصر الحجري الحديث على مساحة 15 هكتار (37 أكر).[56]
- منذ 9,000 عام (7,000 ق.م): بدأت ثقافة جياهو في الصين.
- منذ 9,000 عام: أول تخمير كبير للأسماك في جنوب السويد.[57]
- منذ 9,000 عام: تأسست مستوطنة مهرغاره وهي أقدم موقع ظهر فيها أدلة على الزراعة والرعي في جنوب آسيا. وفي أبريل 2006 لاحظت مجلة نيتشر العلمية أنه تم العثور في مهرغاره على أقدم -وأول من بداية العصر الحجري الحديث- دليل على حفر في سن إنسان حي.
- منذ 8,200-8,000 عام: حدث مدته 8,2 ألف سنة [الإنجليزية]: انخفاض مفاجئ في درجات الحرارة العالمية، ربما بسبب الانهيار الأخير للغطاء الجليدي في لورنتيد، مما أدى إلى مناخ أكثر جفافاً في شرق إفريقيا وبلاد الرافدين.
- منذ 8,200-7,600 عام (6,200-5,600 ق.م): ارتفاع مفاجئ في مستوى سطح البحر (نبضة ذوبان الماء 1C) بمقدار 6.5 م (21 قدم) في أقل من 140 عامًا؛ هذا يعنى إلى ارتفاع مستوى سطح البحر في عصر الهولوسين المبكر، ولكن ظل مستوى سطح البحر مستقرًا إلى حد كبير خلال العصر الحجري الحديث.[58]
- منذ 8,000-5,000 عام (6,000 - 3,000 ق.م): ظهور كتابة بدائية في الصين وجنوب شرق أوروبا (رموز فينكا) وغرب آسيا (الكتابة المسمارية الأولية).
- منذ 8,000 عام: تعود دلائل على الاستيطان في مدينة حلب إلى حوالي 8000 عام، على الرغم من أن الحفريات في تل القرامل 25 كيلومتر (16 ميل) شمال المدينة أظهرت أن المنطقة كانت مأهولة بالسكان قبلها، أي منذ حوالي 13000 عام،[59] وكذلك استدل التأريخ بالكربون 14 في تل رماد بأطراف دمشق، إلى أن الموقع ربما كان مأهولا منذ النصف الثاني من الألفية السابعة ق.م، وبالتقدير حوالي 6300 ق.م،[60] بالإضافة إلى شواهد الاستيطان في حوض بردى الواسع، التي يعود تاريخها إلى 9000 ق.م.[61]
- منذ 7,500 عام (5,500 ق.م): صهر النحاس في شواهد في بلوتشنيك وأماكن أخرى.
- منذ 7,700-6,500 عام (5,700-4,500 ق.م): حضارة الفينكا.
- منذ 7,200 - 6,000 عام (5,200-4,000 ق.م): مرحلة غار ظلام في مالطا. المستوطنات الزراعية الأولى على الجزيرة.[62][63]
- منذ 6,300 أو 6,350 عام: أدى ثوران أكاهويا إلى إنشاء بحيرة بركانية في كيكاي كالديرا وأنهت أقدم ثقافة جومون المتجانسة في اليابان.[64]
- منذ 6,100 - 5,800 عام (4,100 - 3,800 ق.م): مرحلة زيبوج في مالطا.
- منذ 6,070-6,000 عام (4,050-4,000 ق.م): بناء طريبيلان في نيبليفكا (أوكرانيا). ووصل عدد سكان المستوطنة إلى 15,000-18,000 نسمة.[65][66]
- منذ 6,500 عام: أقدم تكنيز للذهب معروف موجود في مقابر أثرية في فارنا نيكروبولس البلغارية.
- منذ 6,000 عام (4,000 ق.م): نشأت الحضارات في بلاد الرافدين / منطقة الهلال الخصيب (حول موقع العراق الحديث). أقدم التواريخ المفترضة لتدجين الحصان والدجاج، اختراع عجلة فخار.

### ألفية 4 ق.م
- منذ 5840 - 5800 عام (3840 - 3800 ق.م): تم بناء ممر معبد الممر القائم والممر السهل في مسطحات سومرست.
- منذ 5800 عام (3800 ق.م): بناء مستوطنة تاليانكي (أوكرانيا) تابعة لحضارة طريبليان ووصل عدد سكانها إلى 15600 - 21000 نسمة.[67]
- منذ 5800-5600 عام: (3800-3600 ق.م): مرحلة مغار الانتقالية القصيرة في عصور ما قبل التاريخ في مالطا. يتميز بالفخار المكون من خطوط منحنية بشكل رئيسي.
- منذ 5700 عام (3700 ق.م): مقابر جماعية في تل براك في سوريا.
- منذ 5700 عام (3700 ق.م): بناء مستوطنة ميدانيتسكي (أوكرانيا) تابعة لحضارة طريبليان ووصل عدد سكانها إلى 12000-46000 نسمة،[68] وشيد فيها مبنى من ثلاثة طوابق.[69]
- منذ 5700 عام (3700 ق.م): بدأت حضارة مينوسية في جزيرة كريت.
- منذ 5600-5200 عام (3600-3200 ق.م): مرحلة جاينتيا في مالطا. تتميز بتغيير في طريقة عيش سكان ما قبل التاريخ في مالطا.
- منذ 5500 عام (3500 ق.م): فترة أوروك في سومر. أول دليل على تحنيط المومياء في مصر.
- منذ 5500 عام (3500 ق.م): أقدم رسم معروف لمركبة ذات عجلات (وعاء برونوسيس، حضارة القدور القمعية)
- منذ 5500 عام (3500 ق.م): أقرب تاريخ محتمل لنص إندوس الذي لم يتم فك شفرته بعد.
- منذ 5500 عام (3500 ق.م): ربما تكون نهاية الحقبة الأفريقية الرطبة مرتبطة بتذبذب بيورا [الإنجليزية]: جرى جفاف سريع ومكثف، والذي ربما بدأ مرحلة جفاف الصحراء الحالية وزيادة السكان في وادي النيل بسبب الهجرات من المناطق المجاورة. ويعتقد أيضًا أن هذا الحدث ساهم في نهاية فترة العبيد في بلاد الرافدين.
- منذ 5400 عام (3400 ق.م): تم بناء واون ماون في غرب ويلز.
- منذ 5300 عام (3300 ق.م): بدأ العصر البرونزي في الشرق الأدنى.[70] بناء نيوغرانغ في إيرلندا. وبناء نيس برودجار في أوركني[71] بدأت مرحلة هاكرا من حضارة وادي السند في شبه القارة الهندية.
- منذ 5300-5000 عام (3300-3000 ق.م): مرحلة سفليني في عصور ما قبل التاريخ المالطية.
- منذ 5200 عام (القرن 33 ق م): بدأ العصر البرونزي في جزيرة كريت، مما يشير إلى بداية العصر المينوي المبكر.

### ألفية 3 ق.م
- منذ 5000 عام (3000 ق.م): مستوطنة سكارا براي بنيت في أوركني.[72]
- منذ 4600 عام (2600 ق.م): تطوير الكتابة في سومر ومصر، مما أدى إلى بداية التاريخ المسجل.

للأحداث التالية انظر: التسلسل الزمني للتاريخ القديم

## بحث
استنتج الباحثون في مراجعة علمية أنه «لا يمكن حاليًا تحديد نقطة زمنية محددة يكون فيها أسلاف الإنسان الحديث محصورًا في مكان ولادة محدود» وأن المعرفة الحالية هي طويلة ومستمرة ومعقدة - على سبيل المثال غالبًا ما تكون غير فردية ومتوازية وغير متزامنة و / أو تدريجية - فإن ظهور الخصائص يتوافق مع مجموعة من التواريخ التطورية. لذلك قد يكون الجدول الزمني الذي يؤرخ لأول ظهورات وأول دليل على ذلك نهجًا غير مناسب في كثير من الأحيان لوصف تاريخ البشرية (ما قبل).

## العصور التالية لحقبة ما قبل التاريخ
- قبل 3800 عام (1800 ق.م): تم حاليًا تطوير نص مينوي غير مفكك (خطي أ) ونص سيبرو مينوان في جزيرتي كريت وقبرص.
- قبل 3450 عامًا (1450 ق.م): يونان الموكيانية، تم فك رموز الكتابة لأول مرة في أوروبا.
- قبل 3200 عام (1200 ق.م): نص عظم أوراكل، أول تسجيلات مكتوبة بالصينية القديمة
- قبل 3050 - 2800 سنة (1050 - 800 ق.م): الكتابة الأبجدية. انتشار الأبجدية الفينيقية حول البحر الأبيض المتوسط.
- قبل 2300 عام (300 ق.م): ظهور كتابة المايا، وهو نظام كامل للكتابة، والوحيد المعروف الذي تم تطويره في الأمريكتين.
- قبل 2260 عامًا (260 ق.م): ظهور أقدم السجلات المكتوبة التي تم فك شفرتها في جنوب آسيا (اللغات الهندية الآرية الوسطى).
- عقد 1800م: قد يمثل نص رونغورونغو غير المشفر في جزيرة إيستر آخر التطورات المستقلة للكتابة.